# Anton Karlson
Anton Robert Valdemar Karlson, född 28 november 1861 i Riseberga socken, död 18 juli 1926 i Köpenhamn, var en svensk affärsman.
Anton Karlson var son till kopparslagarmästaren Carl Carlsson. Efter skolgång kom Karlson till Stockholm, där han hade affärsanställning innan han reste till Tyskland och Storbritannien, där han verkade som köpman inom järn- och metallbranschen. Karlson grundade 1888 grosshandelsfirman A. Karlson järn-, metall- och maskinaffär i Köpenhamn som han upparbetade till avsevärd omfattning. Han uträttade ett betydande arbete för främjandet av de kommersiella förbindelserna mellan Sverige och Danmark liksom för sammanhållningen mellan svenskarna i Danmark. Karlson var oavlönad svensk konsul i Köpenhamn med generalkonsuls namn 1906–1920 och deltog energiskt i verksamheten inom Svenska Gustafsförsamlingen där. Han var kassaförvaltare i Svenska Gustafsförsamlingen 1903–1922, ordförande i Svenska understödsföreningen 1905–1922 samt vice ordförande i kyrkorådet och kyrkostämman 1913–1922. Karlson var bland annat en av initiativtagarna till Victoriastiftelsen för gamla och till prinsessan Margarethas kustsanatorium i Hornbæk.